# خواکین مسی
سی (اسپانیایی: El Otro Messi‎؛ زادهٔ ۱۶ آوریل ۲۰۰۲) 